# Susan Irene Rotroff
Susan Irene Rotroff est une archéologue américaine, professeur à l'université Washington de Saint-Louis,.
Elle est titulaire d'un Ph.D. obtenu à l'université de Princeton en 1976.

## Awards
- 1988 MacArthur Fellows Program

## Publications
- The Athenian Agora XXXIII, Hellenistic Pottery: The Plain Wares, ASCSA, 2006,  (ISBN 9780876612330)
- The Athenian Agora XXIX, Hellenistic Pottery: Athenian and Imported Wheelmade Tableware, Princeton, 1997.
- The Romanization of Athens: proceedings of an international conference held at Lincoln, Nebraska, April 1996, Editors Michael C. Hoff, Susan I. Rotroff, Oxbow Books, 1997,  (ISBN 9781900188517)
- Debris from a Public Dining Room in the Athenian Agora. Hesperia, Supplement 25, Authors Susan I. Rotroff, John Howard Oakley, ASCSA, 1992,  (ISBN 9780876615256)
- Sardis Monograph 12: The Hellenistic Pottery from Sardis, Authors Susan I. Rotroff, Andrew Oliver, Ilse Hanfmann, George Maxim Anossov Hanfmann, Archaeological Exploration of Sardis, 2003,  (ISBN 9780674014619)
- Hellenistic relief molds from the Athenian Agora, Volume 23 of Hesperia Supplement, Authors Clairève Grandjouan, Eileen Markson, Susan I. Rotroff, ASCSA, 1989,  (ISBN 9780876615232)
- "Three Centuries of Hellenistic Terracottas", Hellenistic pottery and terracottas, Editors Homer A. Thompson, Dorothy Burr Thompson, Susan I. Rotroff, ASCSA, 1987,  (ISBN 9780876619445)
- Hellenistic pottery: Athenian and imported moldmade bowls, Volume 22 of Athenian Agora, American School of Classical Studies at Athens, 1982,  (ISBN 9780876612224)
- Women in the Athenian Agora, Authors Susan I. Rotroff, Robert Lamberton, ASCSA, 2006,  (ISBN 9780876616444)
- Megarian bowls in the Athenian agora, Princeton, 1975